# Roberta Carafa

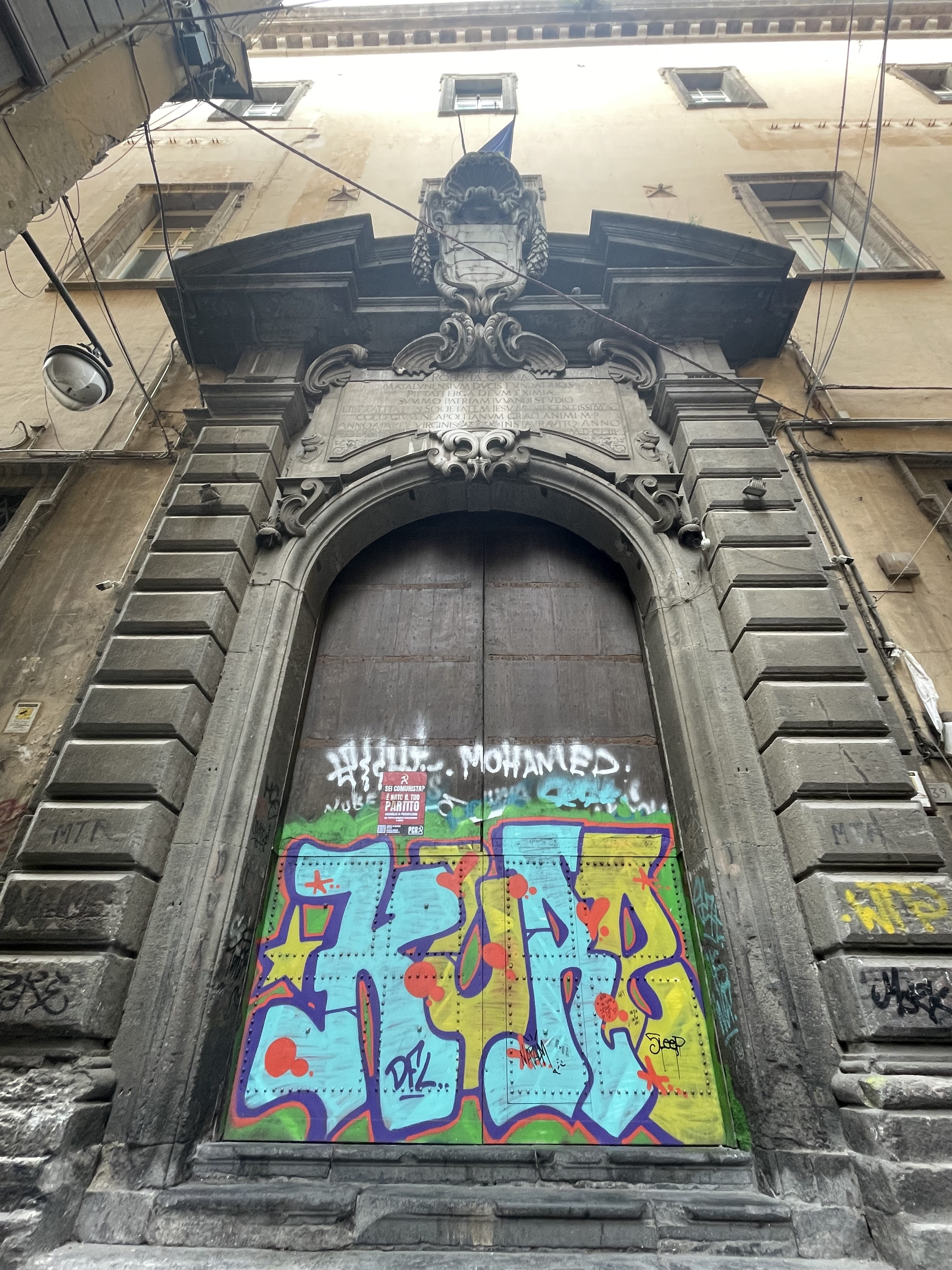
La portada del Collegio Massimo de Nápoles, con el escudo de Roberta y placa dedicada a su memoria como fundadora de esta institución de la Compañía de Jesús.

Roberta Carafa (-2 de septiembre de 1594) fue una dama de la alta nobleza del reino de Nápoles, especialmente conocida por su papel como protectora de la Compañía de Jesús.

## Biografía
Fue una de los vástagos del matrimonio formado por Antonio Carafa, I príncipe de Stigliano e Ippolita di Capua. Roberta tuvo otros hermanos:
- Luigi Carafa, sucesor de su padre;
- Geronimo Carafa, cabeza de la rama de los Carafa, duques de Laurino y príncipes de San Lorenzo.
- Giulio Carafa, cabeza de la rama de los Carafa, marqueses de Polignano.
- Fabio Carafa, cabeza de la rama de los Carafa, duques de Maddaloni y príncipes de Colobraro.
- Bernardina Carafa, casada con Fernando II de Cárdenas, marqués de Laino.
- Diana Carafa;
- Scipione Carafa, cabeza de la rama de los Carafa de los conde de Morcone.

Contrajo matrimonio con su pariente Diomede Carafa, III duque de Maddaloni. El matrimonio no tendría descendencia.
Quedó viuda en 1561, heredando a su marido por ser este el último varón de esa rama de la casa de Carafa.
Por estas razones, en su viudez mantuvo una riqueza propia. Contribuyó a esta situación que la legislación napolitana que permitía una cierta independencia a las mujeres en asuntos patrimoniales.
Fruto de esta independencia pudo contribuir a la dotación del colegio de la Compañía en Nápoles, consiguiendo que en 1583 la orden la considerase fundadora del colegio. Además contribuiría considerablemente a la consolidación de otra obra de la Compañía en la ciudad partenopea, la casa profesa.Esta acción es similar a la que ejerció otra noble italiana, Isabella della Rovere, también sobre la Compañía de Jesús.
Murió el 2 de septiembre de 1594, siendo enterrada en la iglesia de la casa profesa de los jesuitas en Nápoles. 
Con posterioridad a su muerte, la Compañía mantuvo algunos pleitos con los herederos de Roberta.